# Snarford
Snarford is een civil parish in het bestuurlijke gebied West Lindsey, in het Engelse graafschap Lincolnshire. In 2001 telde het dorp 47 inwoners. In het Domesday Book van 1086 staat de nederzetting vermeld als Snardesforde, met 18 huishoudens en een oppervlakte van ruim 24 hectare.